# Ханан ел Шејх
Ханан ел Шејх (арап. Ḥanān el Šeyẖ ,حنان الشيخ, рођена 12. новембра 1945, Бејрут) је призната либанска списатељица савремене књижевности.

## Биографија
Ханан ел Шејх је рођена у строгој шиитској породици 12. новембра 1945. године у Бејруту. Њен отац и брат су вршили строгу контролу над њом током њеног детињства и адолесценције. Похађала је основну школу „Ел Мила” за младе муслиманке, где је стекла традиционално образовање, након чега је наставка своје школовање у школи „Ахлија”. Она је наставила своје образовање на Америчком женском колеџу у Каиру, Египат, где је дипломирала 1966.
Вратила се у Либан да ради за либанске новине ел Нахар до 1975. године. Поново је напустила Бејрут 1975. године пред избијање либанског грађанског рата и одселила се у Саудијску Арабију да би тамо наставила да ради и пише. Ханан сада живи у Лондону са својом породицом.

## Књижевни рад
Књижевност Ханан ел Шејх у стопу прати рад савремених арапских књижевница попут Навал ел Садави у томе што експлицитно доводи у питање улогу жена у традиционалним друштвеним структурама арапског Блиског истока. Њен рад је под јаким утицајем патријархалне контроле, коју над њом нису имали само отац и брат, већ и традиционалистичка околина у којој је одрастала. Као резултат тога, њена дела су манифестација социјалног коментара о статусу жена у арапско-муслиманском свету. Она у својим делима доводи у питање појам сексуалности, послушности, скромности и међуљудских односа.
Њена дела често подразумевају и исказују сексуално-експлицитне сцене и сексуалне ситуације које су директно против друштвених норми традиционалистичког арапског друштва, што је довело до тога да њене књиге буду забрањене у конзервативнијим државама у региону, укључујући Персијски залив. У другим земљама, тешко их је наћи због закона о цензури који спречава арапске преводе да буду лако доступни јавности. Нарочити пример је Захрина прича која укључује абортус, развод, разум, незаконите радње и промискуитет, као и дело Жене песка и мирâ које садржи сцене лезбејског односа главних ликова.
Поред писања о стању арапских жена и књижевне социјалне критике, она је такође део групе књижевника који пишу о либанском грађанском рату. Многи књижевни критичари наводе да њена књижевна дела нису само о стању жена, већ су људска манифестација Либана током грађанског рата.

## Дела на арапском језику
- Самоубиство мртвог човека, 1970. (انتحار رجل ميت)
- Ђавољи коњ, 1975. (فرس الشيطان)
- Захрина прича, 1980. (حكاية زهرة)[2][3]
- Персијски тепих у арапским кратким причама, 1983.
- Мирис газеле, 1988. (مسك الغزال)[4]
- Пошта из Бејрута, 1992. (بريد بيروت)[5]
- Склањам сунце са кровова, 1994. (أكنس الشمس عن السطوح)
- Венчани лист (اوراق زوجية)
- Две жене на обали мора (امرأتان على شاطئ البحر)
- Девице Лондонистана, 2015. (عذارى لندنستان)[6]
- Лондон је то, драги мој (إنها لندن يا عزيزي)
- Моја прича је дуга прича حكايتي شرحٌ يطول[7]

Ханан ел Шејх је 2009. године објавила мемоаре о животу своје мајке под насловом Скакавац и птица.
Сарађивала је и са Тимом Саплом на позоришној адаптацији прича из Хиљаду и једне ноћи.